# Earthworm Jim Special Edition
Earthworm Jim Special Edition is een computerspel dat in 1995 uitkwam voor de Sega Mega-CD en Microsoft Windows.
Deze speciale editie was gebaseerd op de Mega Drive-versie en bevat naast alle velden ook enkele uitgebreide delen van een veld. Er is een ook nieuw veld toegevoegd, genaamd "Big Bruty", ongeveer 1000 extra frame-animaties, en een gemixte muziek-cd.

## Platforms
| jaar | platform                  |
| ---- | ------------------------- |
| 1995 | Mega-CD, Windows          |
| 2009 | iPhone, J2ME              |
| 2010 | BREW, Nintendo DSi, webOS |